# The Reincarnation of Benjamin Breeg
Singles de Iron Maiden
The Trooper (live)
(2005) Different World
(2006)
The Reincarnation of Benjamin Breeg est une chanson du groupe de heavy metal britannique Iron Maiden, parue le 14 août 2006, extrait de l'album A Matter of Life and Death.

## Titre
Le morceau a été composé par Dave Murray et Steve Harris. Il y a beaucoup de spéculations sur qui pourrait être Benjamin Breeg. Selon le site "officiel" , Breeg serait un peintre disparu en 1978, mais on ne peut écarter l'hypothèse que ce soit une invention du groupe.
La face-B offre "Hallowed Be Thy Name"  tiré des sessions BBC Radio 1 Legends Session. La version Picture-disc inclura des versions BBC Sessions de "The Trooper" et "Run to the Hills".
Le clip a été proposé par le groupe sur le site officiel le 17 juillet 2006, d'abord pour les membres du fan club, qui l'ont rapidement propagé.

## Personnage
Qui est Benjamin Breeg ? Annoncé quelque temps avant la sortie de ce single, les fans étaient restés dans le flou, ne trouvant absolument rien. Un site internet est apparu, sans lever pour autant totalement le voile : il s'agirait d'un personnage orphelin, solitaire et obsédé par la bible, un peintre qui peignait des horreurs qu'il voyait dans sa tête et finit par détruire ses toiles.
Les fans ont remarqué que le site en question a été mis en ligne trois jours avant la sortie du single et que Steve Harris avait répondu à la question "Qui est B.Breeg ?" par : "... Vous devrez le découvrir vous-mêmes...". La recherche de l'identité de Benjamin Breeg semble être un jeu de piste du groupe Iron Maiden pour ses fans.
Une piste est dévoilée dans le vidéoclip du single où, à la fin, "Benjamin Breeg" est écrit au dos d'une toile. De plus, sur la pochette du disque, une épitaphe en roumain sur la pierre tombale dévoile : « Ci-gît un homme dont on ne sait plus rien ».
Certains imaginent dès lors que Benjamin Breeg serait Derek Riggs, le dessinateur des pochettes du groupe de "Iron Maiden" en 1980 jusqu'à No Prayer for the Dying en 1990 qui stoppa ensuite sa collaboration avec Iron Maiden et ne fit plus de couverture de disque studio (mis à part une collaboration pour Brave New World).
Une autre piste suggère qu'il s'agirait du marin Benjamin Briggs commandant de la Mary Celeste, navire qui disparut mystérieusement avec son équipage.

## Liste des titres
| 1. | The Reincarnation of Benjamin Breeg            | Steve Harris | Steve Harris, Dave Murray | 7:21 |
| 2. | Hallowed Be Thy Name (Radio 1 Legends Session) | Steve Harris | Steve Harris              | 7:13 |

| A.  | The Reincarnation of Benjamin Breeg        | Steve Harris | Steve Harris, Dave Murray | 7:21 |
| B1. | The Trooper (Radio 1 Legends Session)      | Steve Harris | Steve Harris              | 3:56 |
| B2. | Run to the Hills (Radio 1 Legends Session) | Steve Harris | Steve Harris              | 3:59 |

## Composition du groupe
- Bruce Dickinson — chants
- Steve Harris — basse
- Dave Murray — guitare
- Adrian Smith — guitare
- Janick Gers — guitare
- Nicko McBrain — batterie

## Charts
| Pays     | Chart              | Meilleure position | Réf   |
| -------- | ------------------ | ------------------ | ----- |
| Suisse   | Swiss Music Charts | 74                 | [ 2 ] |
| Danemark | Tracklisten        | 4                  | [ 3 ] |
| Espagne  | PROMUSICAE         | 1                  | [ 4 ] |
| France   | SNEP               | 70                 | [ 5 ] |
| Finlande | Mitä hittiä        | 1                  | [ 6 ] |
| Suède    | Sverigetopplistan  | 1                  | [ 7 ] |
| Norvège  | VG-lista           | 9                  | [ 8 ] |